# Fiona Apple
Fiona Apple McAfee-Maggart (Nova York, 13 de setembro de 1977) é uma cantora e compositora norte-americana. Lançou cinco álbuns de 1996 a 2020 que chegaram ao top 20 na parada da Billboard 200 dos EUA. Fiona recebeu vários prêmios e indicações, incluindo três Grammy Awards, dois MTV Video Music Awards e um Billboard Music Award.
Filha caçula do ator Brandon Maggart, Fiona Apple nasceu em Nova York e foi criada alternando entre a casa da mãe em Nova York e a do pai em Los Angeles. Com formação clássica no piano quando criança, começou a compor as suas próprias músicas aos oito anos. O seu álbum de estréia, Tidal, contendo canções escritas quando ela tinha 17 anos, foi lançado em 1996 e recebeu um Grammy de Melhor Performance Vocal de Rock Feminino pelo single "Criminal". Fiona seguiu com When the Pawn... (1999), produzido por Jon Brion, que também foi sucesso de crítica e vendas, ganhando o certificado de Disco de Platina.
Para o seu terceiro álbum, Extraordinary Machine (2005), Fiona Apple iniciou as gravações ainda em 2002 em parceria com Jon Brion. Quando concluído o trabalho, Fiona teria ficado descontente com a produção e optou por não lançar o disco, levando os fãs a protestar contra a Epic Records, acreditando erroneamente que a gravadora estava retendo o seu lançamento. O álbum foi posteriormente regravado sem Brion e lançado em outubro de 2005. O álbum foi certificado como Disco de Ouro e indicado ao Grammy de Melhor Álbum Vocal Pop.
Em 2012, Fiona lançou o seu quarto álbum de estúdio, The Idler Wheel..., que recebeu elogios da crítica e do público, seguido por uma turnê pelos Estados Unidos. Foi indicado ao Grammy de Melhor Álbum de Música Alternativa em 2013. O quinto álbum de estúdio de Fiona, Fetch the Bolt Cutters, foi lançado em 2020 com aclamação geral, ganhando dois prêmios Grammy: Melhor Álbum de Música Alternativa e Melhor Performance de Rock pelo single principal "Shameika".

## Vida pregressa
Fiona Apple McAfee-Maggart nasceu em 13 de setembro de 1977 em Nova York, filha da cantora Diane McAfee e do ator Brandon Maggart. Os seus pais se conheceram quando ambos foram escalados para o musical Applause da Broadway. O seu pai é natural do Tennessee e através dele, Apple tem ascendência melunga. Os seus avós maternos eram Millicent Green (dançarina) e o Johnny McAfee (vocalista em uma big band). A sua irmã, Amber, canta cabaré sob o nome artístico de Maude Maggart e o ator Garett Maggart é seu meio-irmão. Fiona cresceu em Morningside Gardens no Harlem com a sua mãe e irmã, mas passava os verões com o seu pai em Los Angeles, Califórnia. Ela frequentou a St. Hilda's & St. Hugh's School em Nova York.
Apple estudou piano clássico quando criança e começou a compor suas próprias peças aos oito anos. Enquanto aprendia, costumava pegar partituras e traduzir tablaturas de violão nas notas correspondentes. Mais tarde, após se tornar proficiente,  Apple começou a tocar com composições de jazz padrão, através do qual ela descobriu Billie Holiday e Ella Fitzgerald, que se tornaram grandes influências para ela.
Desde a infância, Apple luta contra a depressão, ansiedade, transtorno obsessivo-compulsivo e também foi diagnosticada com transtorno de estresse pós-traumático Aos 12 anos, Fiona foi estuprada fora do apartamento que dividia com a sua mãe, padrasto e irmã no Harlem. Devido ao trauma, passou a ver o seu próprio corpo como "isca" para potenciais predadores, por isso, desenvolveu um distúrbio alimentar, emagrecendo propositalmente o seu corpo ainda em desenvolvimento. "Eu definitivamente tinha um distúrbio alimentar", lembrou ela. "O que foi realmente frustrante para mim foi que todos pensavam que eu era anoréxica, e eu não era. Eu estava realmente deprimida e com aversão a mim mesma" Ela também descreveu como seu TOC teve um impacto significativo nos seus hábitos alimentares, exigindo que os alimentos tenham uma determinada cor ou forma.
Após o estupro, Apple começou a frequentar aulas da técnica de autodefesa Model Mugging, mas continuou a sofrer ataques de pânico enquanto voltava da escola para casa, o que a levou a se mudar para Los Angeles para morar com o seu pai por um ano. Em Los Angeles, Apple frequentou a Alexander Hamilton High School no segundo ano do High School.
Em uma entrevista de 2000, Apple afirmou que, apesar das especulações dos jornalistas, ela não escreveu músicas sobre o trauma em torno do seu estupro: "Não entra na escrita. É uma dor chata. É uma dor tão velha que, você sabe, não há nada de poético nisso."

## Carreira
Fiona Apple foi apresentada à indústria fonográfica em 1994, quando deu uma fita demo contendo as músicas "Never Is a Promise", "Not One of Those Times" e "He Takes a Taxi" para uma amiga que era babá dos filhos da publicitária de música, Kathryn Schenker. Schenker então passou a fita para o executivo da Sony Music, Andy Slater. As habilidades de Apple chamaram a atenção do executivo, convencendo-o a assinar com ela um contrato de gravação.

### 1996–2001:TidaleWhen the Pawn...
Em 1996, o álbum de estreia de Fiona, Tidal, foi lançado pela Work Records e pela Columbia Records. O álbum foi maioritariamente inspirado pelo recente rompimento de Apple com o seu primeiro namorado. O álbum vendeu 2,7 milhões de cópias e foi certificado três vezes Platina nos Estados Unidos. "Criminal", o terceiro single, tornou-se um sucesso. A música alcançou o Top 40 na Billboard Hot 100 dos EUA. O controverso videoclipe da música, dirigido por Mark Romanek, tocou na MTV naquele ano. Outros singles de Tidal incluíram "Shadowboxer", "Sleep to Dream" e "Never Is a Promise". Fiona Apple recebeu o MTV Video Music Award de Melhor Artista Revelação no MTV Video Music Awards de 1997 por sua música "Sleep to Dream". Durante o seu discurso de aceitação, ela disse:
Esse mundo é uma merda. E você não deve modelar sua vida – espere um segundo – você não deve modelar sua vida sobre o que você acha que achamos legal e o que estamos vestindo e o que estamos dizendo e tudo mais. Seja você mesmo.
Apple respondeu às críticas do seu discurso de entrega do prêmio na Rolling Stone em janeiro de 1998, afirmando: "Quando eu tiver algo a dizer, direi." Durante esse período, Apple também gravou um cover de "Across the Universe" dos Beatles e "Please Send Me Someone to Love" de Percy Mayfield para a trilha sonora do filme Pleasantville. Mais tarde, ela cancelou as últimas 21 datas em uma turnê de divulgação de seu álbum devido a "problemas familiares pessoais". Em 1997, Apple conheceu o diretor Paul Thomas Anderson durante uma sessão de fotos, levando os dois a um relacionamento que durou vários anos.
O segundo álbum de Fiona, When the Pawn Hits the Conflicts He Thinks like a King What He Knows Throws the Blows When He Goes to the Fight and He'll Win the Whole Thing 'fore He Enters the Ring There's No Body to Batter When Your Mind Is Your Might So When You Go Solo, You Hold Your Own Hand and Remember That Depth Is the Greatest of Heights and If You Know Where You Stand, Then You Know Where to Land and If You Fall It Won't Matter, Cuz You'll Know That You're Right, foi lançado em 1999. O seu título completo é um poema que Apple escreveu após ser colocada como uma pessoa "negativa" em algumas cartas que fãs enviaram à revista Spin sobre um artigo de uma edição anterior. O tamanho do título lhe rendeu um lugar no Guinness Book of Records de 2001. Em outubro de 2007, o álbum perdeu o título de álbum mais longo já que Soulwax lançou o "Most of the Remixes", um álbum de remixes cujo título supera o tamanho de When the Pawn... por 100 caracteres. When the Pawn... foi criado durante o relacionamento de Apple com o diretor de cinema Paul Thomas Anderson. O álbum foi produzido por Jon Brion, que usou letras mais expressivas, experimentou mais com loops de bateria e incorporou o teclado Chamberlin com o baterista Matt Chamberlain. O álbum recebeu uma recepção positiva de revistas como a Rolling Stone, mas não se saiu tão bem comercialmente quanto o seu álbum de estreia, embora tenha sido um álbum de platina certificado pela RIAA e tenha vendido um milhão de cópias nos EUA. O primeiro single do álbum, "Fast as You Can", alcançou o Top 20 na parada de Modern Rock Tracks da Billboard e se tornou o primeiro hit Top 40 da Apple no Reino Unido. Os videoclipes para dois singles de acompanhamento, "Paper Bag" e "Limp" (dirigido pelo então namorado Anderson), receberam pouca visualização.
Durante uma apresentação para 3000 pessoas em fevereiro de 2000 no Roseland Ballroom de Nova York, Fiona foi duramente prejudicada por problemas no equipamento de som, deixando-a frustrada e levando-a a abandonar o palco e não retornar. A sua reação fez com que a Apple parecesse em crise, chorando e pedindo desculpas várias vezes pelo som. Após completar uma turnê de divulgação do seu segundo álbum em 2000, Apple se mudou para Los Angeles, onde ela ainda reside em 2020.

### 2002–2010:Extraordinary Machinee atrasos de lançamento
De 2000 a 2002 Fiona Apple permaneceu longe de gravações, palcos e do público. Durante este hiato, Apple pensou em se aposentar de sua carreira na música. Passado este período mais conturbado, cantou com Johnny Cash em um cover de "Bridge over Troubled Water", de Simon & Garfunkel, que acabou em seu álbum American IV: The Man Comes Around, sendo indicados ao Grammy de "Melhor Colaboração Country com Vocais". Ela também colaborou com Cash no cover de "Father and Son" de Cat Stevens, que foi incluída em na coletânea Unearthed de 2003.
O terceiro álbum de Fiona, Extraordinary Machine, foi originalmente produzido por Jon Brion. O projeto surgiu na primavera de 2002, quando Apple e Brion, seu amigo de longa data e produtor de When the Pawn, se encontraram para um almoço semanal onde supostamente Brion "implorou" à Apple para fazer outro álbum. Apple concordou e Brion apresentou o projeto à gravadora Epic Records com diversas exigências estritas (incluindo a não exigência de prazo para conclusão do projeto), com as quais a gravadora acabou concordando. As sessões de gravação começaram em 2002 nos estúdios Ocean Way em Nashville, Tennessee, mas depois se mudaram para a Paramour Mansion em Los Angeles. O trabalho no álbum continuou até 2003 e em maio daquele ano foi apresentado aos executivos da Sony. Fiona não havia ficado satisfeita com a qualidade do novo álbum, por isso, postergou o lançamento. Em 2004 e 2005, faixas vazaram na internet em formato MP3 e foram tocadas em rádios americanas e internacionais. Posteriormente, os MP3s de todo o álbum ficara online. Embora um site de distribuição do álbum tenha sido rapidamente fechado, ele logo alcançou as redes P2P e foi baixado pelos fãs. Uma campanha liderada por fãs apoiou o lançamento oficial do álbum, acreditando que a Sony era responsável pelo embargo.

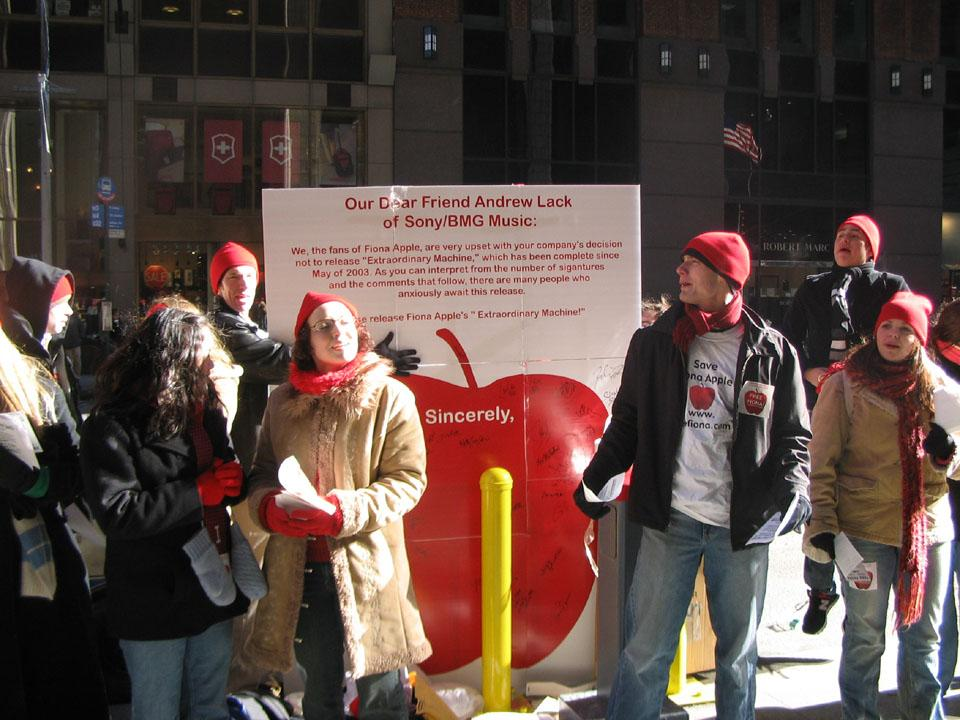
Fãs manifestando em apoio à Fiona Apple em frente à Sony BMG Music Entertainment em janeiro de 2005

Mike Elizondo, que já havia tocado baixo em When the Pawn, foi trazido de volta como co-produtor para regravar as faixas que havia começado com Brion e Apple. A Spin mais tarde relatou que "Os fãs erroneamente pensaram que a gravadora de Apple, Epic, havia rejeitado o primeiro versão de Extraordinary Machine e protestaram do lado de fora da sede da Epic no início de 2005; na realidade, de acordo com Elizondo, Apple estava descontente com os resultados e foi sua a decisão de refazer o disco, não da sua gravadora." Em agosto de 2005, o álbum recebeu uma data de lançamento para outubro. A produção foi na maioria refeita "do zero" por Elizondo e foi co-produzida por Brian Kehew. Duas das 11 faixas vazadas anteriores foram relativamente inalteradas e uma nova música também foi incluída. Apesar das insinuações de que o álbum causou uma rixa entre Brion e Apple, eles regularmente se apresentam juntos no Largo, uma casa noturna em Los Angeles, inclusive em um show conjunto com Elizondo no baixo pouco antes da notícia de um lançamento oficial. Extraordinary Machine estreou no número sete e foi indicado ao Grammy de "Melhor Álbum Vocal Pop". Acabou sendo certificado ouro, embora os seus singles ("Parting Gift", "O' Sailor", "Not About Love" e "Get Him Back") não tenham entrado em nenhuma parada da Billboard. Apple fez uma turnê para promover o álbum no final de 2005. A partir de meados dos anos 2000, Apple namorou o escritor e criador de televisão Jonathan Ames.
Em junho de 2006, Fiona apareceu na faixa "Come Over and Get It (Up in 'Dem Guts)" do comediante Zach Galifianakis. Galifianakis apareceu anteriormente no videoclipe de "Not About Love" de Apple. Em 2006, Apple gravou um cover de "Sally's Song" para o lançamento da edição especial de 2006 da trilha sonora do filme O Estranho Mundo de Jack de Tim Burton. Em maio do mesmo ano, prestou homenagem a Elvis Costello na série de concertos Decades Rock Live da VH1, apresentando o hit de Costello "I Want You". A sua versão foi posteriormente lançada como single digital. Fiona excursionou pela costa leste estadunidense em agosto de 2007 com Nickel Creek. Em 2008, gravou um dueto intitulado "Still I" com Christophe Deluy. Em 2009, fez um cover de "Why Try to Change Me Now" e "I Walk A Little Faster" para The Best Is Yet to Come - The Songs of Cy Coleman.
Em janeiro de 2010, Fiona Apple e Jon Brion se apresentaram juntos no "Love and Haiti, Too: A Music Benefit", um concerto beneficente para as pessoas atingidas pelo terremoto no Haiti. Fiona cantou um cover de "(S)he's Funny That Way", composta por Neil Moret e letra de Richard Whiting, que é frequentemente associada à cantora Billie Holiday. Em junho de 2010, Fiona lançou uma música intitulada "So Sleepy", produzida por Jon Brion e escrita por crianças envolvidas com a organização sem fins lucrativos 826LA. A música foi incluída em um álbum de compilação lançado pela organização intitulado Chickens in Love. Apple colaborou com Margaret Cho no seu álbum Cho Dependent que foi lançado em 24 de agosto de 2010.

### 2011–2018: The Idler Wheel..., turnê e problemas legais

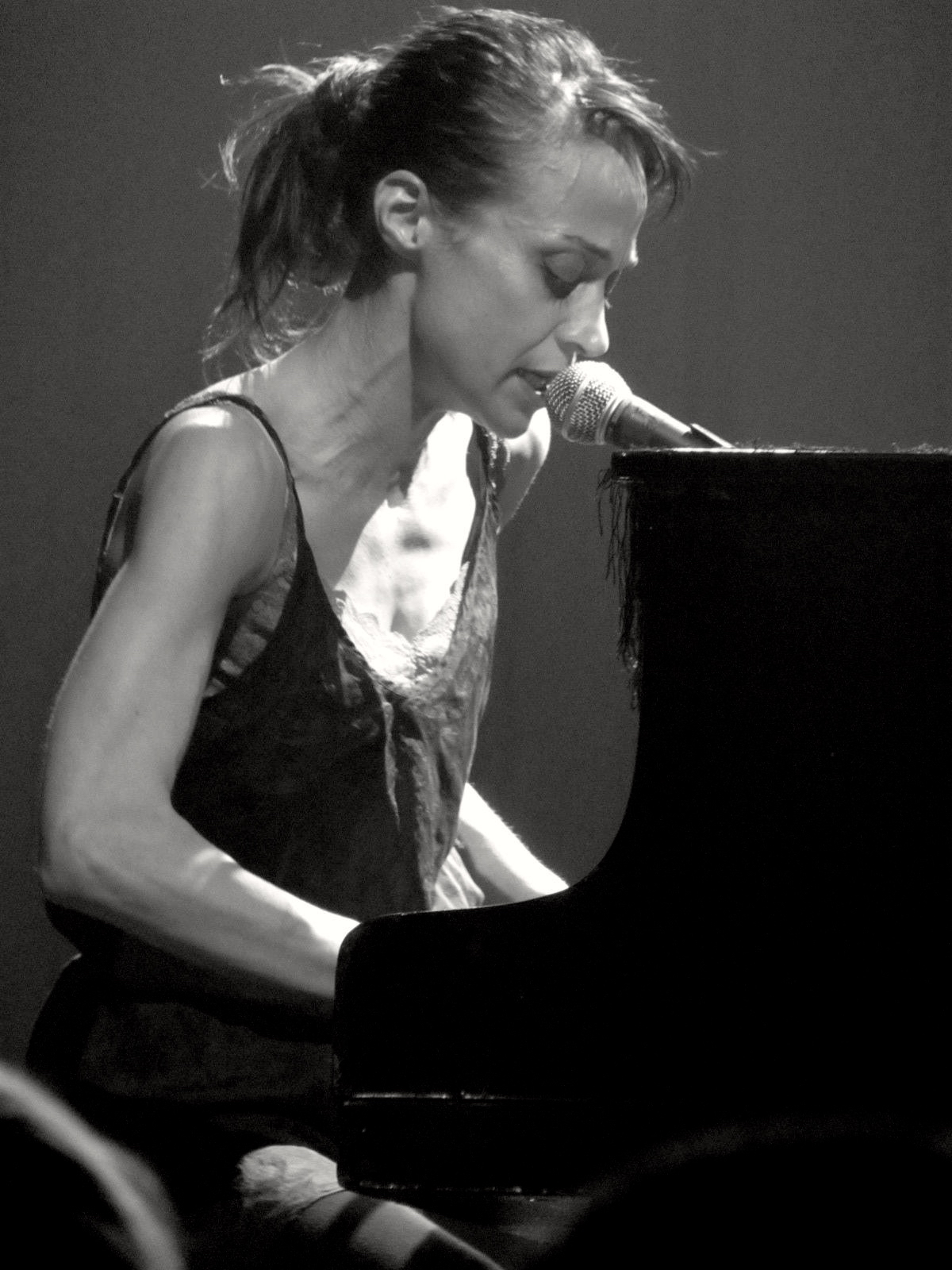
Fiona Apple performando no Terminal 5 em Nova York em 2012

No final de 2010, a Billboard publicou um artigo afirmando que Fiona Apple estava planejando lançar um novo álbum na primavera de 2011, a musicista Michelle Branch afirmou ter ouvido algumas das novas faixas. O baterista Charley Drayton também disse à revista Modern Drummer que ele estava co-produzindo o disco. No entanto, o álbum não foi lançado na primavera e a Billboard informou mais tarde que a Epic não estava sabendo da gravação do disco. Fiona atrasou o lançamento do álbum até 2012, explicando que ela estava esperando "até que sua gravadora encontrasse um novo presidente e que ela não queria que seu trabalho fosse mal administrado em meio à desordem corporativa". Em janeiro de 2012, L.A. Reid havia assumido como novo chefe de gravadora e insinuou que novas músicas de Fiona estavam por vir. Por fim, a Epic Records anunciou que o álbum seria lançado no final do ano. Apple anunciou apresentações no South by Southwest Festival e uma turnê na primavera de 2012.
The Idler Wheel Is Wiser Than the Driver of the Screw and Whipping Cords Will Serve You More Than Ropes Will Ever Do, o quarto álbum de estúdio de Fiona, foi lançado em 19 de junho de 2012 nos Estados Unidos. Tornou-se o álbum de maior sucesso da cantora na Billboard 200, onde alcançou o número três, e recebeu elogios da crítica. De acordo com um artigo no American Songwriter, "The Idler Wheel nem sempre é bonito, mas pulsa com vida, brutal e verdadeiro."
Enquanto divulgada o álbum The Idler Wheel, Apple revelou em uma entrevista de junho de 2012 que se casou com um fotógrafo francês não identificado, mais tarde revelado como Lionel Deluy, mas que o relacionamento durou pouco "por razões complicadas".Teve também um curto relacionamento com uma mulher mais jovem. Ela posteriormente deu uma entrevista profunda no podcast WTF de Marc Maron em julho de 2012, no qual descreveu sua experiência com transtorno obsessivo-compulsivo ao longo de sua vida adulta. Ela também comentou que recentemente decidiu parar de beber. Em 19 de setembro de 2012, Apple foi presa em um posto de controle interno da Patrulha de Fronteira dos EUA em Sierra Blanca, Texas portando haxixe a caminho de um show em Austin, Texas. Fiona foi encaminhada para prisão do condado de Hudspeth, onde pagou fiança de 10.000 USD e respondeu em liberdade.

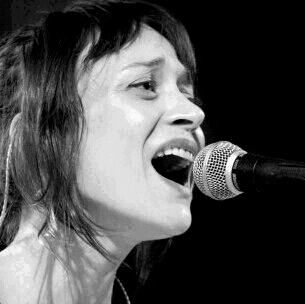
Apple performando em Miami Beach em 2012

Ainda em 2012, contribuiu com uma música inédita intitulada "Dull Tool" para a trilha sonora do filme This Is 40 de Judd Apatow. A faixa "Cosmonauts" também foi gravada para o filme, mas acabou não sendo utilizada, terminando no seu álbum de 2020, Fetch the Bolt Cutters. Em novembro de 2012, Apple escreveu uma carta para seus fãs – uma digitalização da qual foi postada no seu site e a sua página no Facebook – adiando a etapa sul-americana da sua turnê devido à saúde da sua cadela, Janet. Segundo a carta, a cadela tem a doença de Addison e um tumor "em marcha lenta no peito" há dois anos.
Em setembro de 2013, um anúncio da rede de restaurantes Chipotle Mexican Grill apareceu online com um cover de Fiona da música "Pure Imagination" do filme Willy Wonka and the Chocolate Factory de 1971. O vídeo, que segue um espantalho enquanto ele descobre a verdade sobre a agricultura industrial e alimentos processados, foi descrito como "assombrado", "distópico", "bizarro" e "bonito". Em 2014, Apple compôs o tema de abertura "Container" para a série dramática The Affair da Showtime. Em 2014, Apple também apareceu em várias apresentações de Blake Mills em Nova York e Cambridge, Massachusetts, durante a sua turnê de divulgação do seu segundo álbum, Heigh Ho. A dupla trabalhou junto publicamente pela primeira vez em uma versão acústica da música de Apple "I Know" em 2013. Fiona Apple colaborou com Andrew Bird em 2016, sendo ela destaque na música "Left Handed Kisses" do álbum Are You Serious.
Em 2017, Fiona Apple lançou "Tiny Hands" para a Marcha das Mulheres em Washington. Em 2018, se juntou a Shirley Manson para um cover de "You Don't Own Me" de Lesley Gore no festival dirigido por mulheres Girl School Festival em Los Angeles, vestindo uma camiseta branca com "KNEEL, PORTNOW" escrito em tinta. O fato foi considerado uma resposta aos comentários fortemente críticos do chefe do Grammy, Neil Portnow, de que as mulheres precisam se "incrementar" para ganhar mais indicações ao Grammy. Ainda em 2008, Apple estrelou no documentário Echo in the Canyon com Jakob Dylan fazendo covers de artistas como Beach Boys e Byrds.

### 2019–presente:Fetch the Bolt Cutters
Em janeiro de 2019, Fiona Apple trabalhou com King Princess em uma versão da sua música "I Know" de 1999. A música foi lançada para o programa RISE do Spotify em 25 de janeiro. Em novembro, ela fez um cover de "Whole of the Moon", uma música dos The Waterboys, para o final da série The Affair da Showtime.
Em duas postagens no Instagram em março de 2019, Apple deu a entender que haveria a gravação de um quinto álbum. Em uma entrevista de setembro de 2019 para a Vulture, ela confirmou que o álbum estava em seu estágio final de produção, já gravado com a banda e planejado para ser lançado no início de 2020. Em uma nova entrevista com o Vulture em janeiro de 2020, ela disse que o seu novo álbum provavelmente sairia "em alguns meses". Em 8 de março de 2020, postou um vídeo mostrando ela digitando "M-Y-R-E-C-O-R-D-I-S-D-O-N-E" ou "meu álbum está pronto" em tradução livre. Em uma entrevista com The New Yorker, foi anunciado que o quinto álbum de estúdio da Apple seria intitulado Fetch the Bolt Cutters. O álbum trouxe 13 faixas autoproduzidas e foi lançado digitalmente em 17 de abril de 2020, sendo recebido com aclamação geral pelos críticos de música. No 63º Grammy Awards, o álbum ganhou o prêmio de Melhor Álbum de Música Alternativa e o single principal "Shameika" ganhou o prêmio de Melhor Performance de Rock.
Em 17 de junho de 2020, Fiona Apple foi confirmada como musicista adicional no 39º álbum de Bob Dylan, Rough e Rowdy Ways, tocando piano na faixa "Murder Most Foul". Em 15 de abril de 2021, Apple fez um cover de "Love More" de Sharon Van Etten no 10º aniversário do álbum Epic de Van Etten.
Em dezembro, a Apple foi destaque em um cover do clássico de Natal "Silent Night" lançado por Phoebe Bridgers ao lado do seu EP de Natal "If We Make It Through December".[83]

## Filantropia
Em 30 de junho de 2019, a Apple se comprometeu a doar o valor de dois anos de ganhos de veiculações de TV e filmes da sua música "Criminal" para o fundo While They Wait que ajuda refugiados com necessidades básicas, taxas de imigração e serviços jurídicos. Em 2020, Scott Hechinger, do While They Wait, revelou ao Vulture que Apple havia doado US$90.000, o que ajudaria 15 famílias.

## Prêmios e indicações
O álbum de estreia de Fiona Apple lhe rendeu um Grammy de Melhor Performance Vocal de Rock Feminino por "Criminal" e o MTV Video Music Award de Melhor Artista Revelação em um Vídeo por "Sleep to Dream". Com When the Pawn..., Apple ganhou o California Music Award de Melhor Vocalista Feminina. Com o álbum Extraordinary Machine, ela ganhou um Esky Music Award de Melhor Cantora. Fetch the Bolt Cutters ganhou um Grammy de Melhor Álbum de Música Alternativa e a música "Shameika" ganhou um Grammy de Melhor Performance de Rock

## Discografia

### Álbuns de estúdio
- Tidal (23 de julho de 1996) (Columbia Records, Work, Clean Slate)
- When the Pawn... (9 de novembro de 1999) (Epic, Clean Slate)
- Extraordinary Machine (4 de outubro de 2005) (Epic, Clean Slate)
- The Idler Wheel... (19 de junho de 2012) (Epic, Clean Slate)
- Fetch the Bolt Cutters (17 de abril de 2020) (Epic, Clean Slate)

### Álbuns colaborativos
- Watkins Family Hour (with Watkins Family Hour) (24 de julho de 2015) (Epic, Clean Slate)

### Compilações
- iTunes Originals (14 de fevereiro de 2006) (Epic, Clean Slate)